# Mòria
En la ficció de J.R.R. Tolkien, Mòria ('abisme fosc') és el nom que va rebre la immensa ciutat subterrània construïda pels nans a les Muntanyes Boiroses amb el nom de Khazad-dûm, quan el mal va ocupar-la i els nans en van haver de fugir. La ciutat estat havia estat fundada per Durin l'immortal milers d'anys enrere, durant l'Edat de les Estrelles.
L'enorme xarxa de túnels, grans salons i profundes mines que travessaven les muntanyes de punta a punta convertien Mòria en la construcció subterrània més gran que mai va existir.

## Història

### Primera Edat
Durin va despertar-se al Mont Gundabad, a l'extrem nord de les Muntanyes Boiroses, poc després del despertar dels elfs i abans de l'arribada dels homes. Va caminar cap al sud fins a arribar a un llac, on veié el seu reflex envoltat per estrelles en forma de corona sobre el seu cap. Interpretant-ho com un presagi de reialesa, va començar a construir Khazad-dûm sota la muntanya on es trobava el llac.
Així esdevingué Durin I de la Casa de Durin, el primer dels set clans dels nans (Els barbesllargues). La seva línia es perllongà durant tota la Primera Edat.

### Segona Edat
Als inicis de la Segona Edat van arribar a Khazad-dûm molts nans de les ciutats dels nans de Nogrod i Belegost, que s'havien enfonsat sota el mar amb el continent de Belèriand. Aquesta arribada de nans va fer créixer la ciutat, que prosperà notablement i tingué molt bones relacions amb el regne èlfic veí d'Erègion.
Quan Sàuron va destruir Erègion, els nans en van tancar les portes i no l'hi deixaren entrar.

### Tercera Edat
La riquesa de Khazad-dûm no era en or o plata, sinó en el metall preciós mithril. L'any 1980, havent exhaurit totes les vetes més accessibles, van excavar massa profund i van despertar una criatura maligna. Aquell mateix any va matar el Rei Durin VI, i per això la criatura rebé el nom de «la Fatalitat de Durin». L'any següent va matar el seu fill Nain.
Els nans van ser incapaços de vèncer la Fatalitat de Durin, i es van veure forçats a abandonar la seva antiga llar. Després de la fugida dels nans, Khazad-dûm va convertir-se en un lloc maligne, i els elfs el van anomenar Mòria, en síndarin 'Abisme Negre'.
Els orcs de les Muntanyes Boiroses van convertir Mòria en la seva base principal. L'any 2790, Thror va liderar un intent esbojarrat de reocupar la ciutat, i va ser mort per l'orc Azog. Aquest assassinat va precipitar la guerra entre els nans i els orcs, que va culminar en la sanguinària Batalla de Nanduhirion, a les portes de Mòria. La batalla va ocasionar una gran mortaldat en totes dues bandes i, tot i que els nans van ser victoriosos, el resultat no va ser conclusiu i Mòria va quedar ocupada pels orcs.
Diverses generacions després el nan Balin (pertanyent a una branca secundària de la Casa de Durin) va liderar un nou grup de nans per recuperar la ciutat. Van poder establir una petita comunitat a l'extrem est, però al cap de cinc anys van ser destruïts pels orcs. El seu destí es descobriria uns anys més tard.
Com es relata a El Senyor dels Anells, la Germandat de l'Anell va creuar Mòria per avançar en el quest de l'Anell. Allà van descobrir el que havia passat a Balin, i també es toparen amb la Fatalitat de Durin veient que es tractava d'un bàlrog. Gàndalf es va enfrontar al bàlrog sobre un pont estret proper a la porta de l'est, des d'on van precipitar-se tots dos a l'abisme. Tots dos van sobreviure a la caiguda i van seguir lluitant des de les profunditats més pregones fins al pic de la muntanya més alta. Finalment Gàndalf va derrotar el bàlrog.
Amb la mort de la Fatalitat de Durin ja tornava a ser possible als nans recuperar l'antiga ciutat, i es conta que anys després Durin VII va conduir la seva gent un altre cop cap a les Muntanyes Boiroses.

## Noms
- Khazad-dûm, 'Mansions dels nans', el nom original en la llengua dels nans.
- Hadhodrond, 'Caverna dels nans' en síndarin (hadho és una adaptació del so Khazad)
- Casarrondo, en quenya
- Phurunargian, 'La Mina del Nan' (Dwarrowdelf en anglès, traduït com Nanminaire) en la llengua comuna.

Després de la fugida dels nans:
- Mòria, 'abisme fosc' en síndarin, o simplement 'Abisme Negre' en llengua comuna.